# Carl Passavant

Carl Passavant, 1880

Carl Passavant (* 14. Mai 1854 in Basel; † 22. September 1887 in Honolulu) war ein Schweizer Mediziner.

## Leben und Werk
Carl Passavant war das vierte von sechs Kindern des Bankiers Emanuel Passavant (1817–1879) vom Bankhaus Passavant & Cie. und seiner, mit ihm seit 1842 verheirateten Ehefrau Adèle, geborene Bachofen (1823–1883). Seine Mutter war die Schwester des Schweizer Kunsthistorikers Johann Jakob Bachofen (1815–1887). Sein jüngerer Bruder war Georges Passavant. 
Von 1871 bis 1873 studierte er an der Universität Basel Naturwissenschaften, von 1873 bis 1874 Architektur am Polytechnikum Zürich und von 1874 bis 1881 Medizin an den Universitäten Basel und Tübingen. Das Medizinstudium schloss er in Basel bei Julius Kollmann mit der Promotion zum Dr. med. ab. Seine Dissertation schrieb er zum Thema Craniologische Untersuchungen der Neger und der Negervölker. Passavant war ab 1877 Mitglied der Corps Franconia Tübingen und der Tigurinia Zürich.
Nach einer vorbereitenden Ausbildung zum Forschungsreisenden von 1881 bis 1882 Berlin konnte Carl Passavant dank seines früh ererbten Vermögens seine erste Forschungsreise finanzieren. Am 12. Januar 1883 bestieg er zusammen mit dem Zoologen Wilhelm Retzer (1856–1883) in Hamburg den Dampfer Aline Woermann. Ihre Reise führte sie über mehrere Stationen schliesslich am 11. März 1883 zu der Küstengegend Cameroon, nahe der Stadt Douala. Zwei Monate später verlor Passavant bei einem Bootsunfall seinen Reisegefährten sowie sämtliche Notizen und Instrumente. In der Folge kehrte er nach Basel zurück.
1884 bereiste Carl Passavant zusammen mit dem Zoologen Trautgott Pauli (1856–1931) ein zweites Mal West- und Zentralafrika. 
Zusammen reisten sie auf dem Fluss Ogoowé im heutigen Gabun in das damals noch weitgehend unbekannte Innere des afrikanischen Kontinents. Im Herbst 1884 erkrankte Carl Passavant und trat zusammen mit Traugott Pauli die Rückreise an. Nach einem längeren Aufenthalt auf Madeira erreichten sie im Herbst 1885 Europa. Auf Anraten seines Arztes reiste Carl Passavant schliesslich im Juli 1887 nach Honolulu, wo er verstarb.
Ein Jahr später unternahm sein Bruder Georges eine Weltreise und brachte das Bild des Grabes seines Bruders in Honolulu, «hinter dem Punchbowl-Hügel auf dem Makiki-Kirchhof gelegen» 1889 nach Basel zurück.
Beide Brüder waren sehr an Fotografie interessiert und besassen eigene Fotoausrüstungen, zogen es aber vor, unterwegs Aufnahmen von lokalen Fotografen zu erwerben und zu sammeln. In Afrika waren das afrikanische Wanderfotographen, in den chinesischen Städten gab es seit den 1860er Jahren zahlreiche Fotoateliers.
Lange Jahre lag der fotografische Nachlass beider Brüder als Depositum im Museum der Kulturen in Basel. Die beiden grossen Gründerfiguren dieses Museums in Basel waren ihre Vettern Fritz Sarasin und Paul Sarasin, angeregt durch deren erste Reise nach Ceylon. 
Ein kleiner Teil der Originale findet sich in einer Ausstellung Das Fremde im Blick des Museums. Über den afrikanischen Teil ist im Christoph Merian Verlag, 2005 ein Bildband von Jörg Schneider mit dem Titel Fotofieber, Bilder aus West- und Zentralafrika. Die Reisen von Carl Passavant 1883–1885 erschienen.